# Slobodná Európa
Slobodná Európa je slovenská rocková skupina, hlásící se k punkovému hnutí.
Skupina vznikla v bratislavské pivnici Stará Sladovňa v roce 1989, když odešli ze skupiny Zóna A baskytarista Braňo Alex a bubeník Peter Hurtig, k nimž se přidal kytarista Sveťo Korbel a zpěvák Miloslav Láber (Whisky), nová kapela se pojmenovala podle rozhlasové stanice Svobodná Evropa. K prvnímu vystoupení došlo v únoru 1990, hudební projev se posunul od klasického punku k rockovému mainstreamu ve stylu Lou Reeda nebo The Rolling Stones, obsah textů však byl silně společenskokritický až nihilistický. V roce 1991 vydala skupina své první album Pakáreň, které vedle rockových „vypalovaček“ obsahovalo také coververzi písně Růže z Texasu z repertoáru Waldemara Matušky doprovázenou smyčcovým triem. Za tuto desku skupina vyhrála anketu časopisu Rock & Pop o objev roku.
Následující období je charakterizováno osobními problémy souvisejícími s užíváním drog a častými změnami sestavy, na postu bubeníka se krátce objevil i Juraj Černý ze skupiny Tublatanka. V roce 1995 Slobodná Európa ukončila činnost. Znovu se její členové sešli při vystoupení 22. února 2002 na svatbě Whiskyho s herečkou a hudebnicí Dorotou Nvotovou a rozhodli se skupinu obnovit. Slobodná Európa od té doby vydala dvě řadová alba a absolvovala řadu koncertů. Pohostinsky s ní vystupovali také klávesisté Dorota Nvotová, Marián Varga a Marek Brezovský. V únoru 2016 umírá dlouholetý bubeník Juraj Černý a jeho smrt znamená pro kapelu těžkou ránu. Na jeho místo se po dlouhých deseti letech vrací Tomáš "Tuleň" Vojtek a kapela následně uspořádává rozsáhlé turné na počest zesnulého Ďura Černého.

## Diskografie

### Řadová alba
- Pakáreň (1991)
- Unavení a zničení (1994)
- Trojka (2003)
- Štvorka (2014)

### Kompilace
- Bestofka (2006)